# Arthur Wilde
Arthur William Wilde (ur. w 1879, zm. 21 stycznia 1916 we Francji) – brytyjski strzelec, olimpijczyk.
Brał udział w Letnich Igrzyskach Olimpijskich 1908 (Londyn); startował w trzech konkurencjach; najwyższe miejsce zajął w strzelaniu z karabinu małokalibrowego do obiektu znikającego – sklasyfikowano go wówczas na szóstym miejscu.
Zginął jako oficer brytyjski podczas I wojny światowej we Francji.

## Wyniki olimpijskie
| Igrzyska | Konkurencja                                        | Wynik                 | Miejsce     | Źródło |
| -------- | -------------------------------------------------- | --------------------- | ----------- | ------ |
| IO 1908  | Karabin małokalibrowy leżąc, 50 i 100 jardów       | 370 punktów (194-176) | 10T (na 20) | [ 2 ]  |
| IO 1908  | Karabin małokalibrowy, znikająca tarcza, 25 jardów | 45 punktów            | 6 (na 22)   | [ 3 ]  |
| IO 1908  | Karabin małokalibrowy, ruchoma tarcza, 25 jardów   | 13 punktów            | 10T (na 21) | [ 4 ]  |